# Missingmyr
Missingmyr ist eine Ortschaft in der norwegischen Kommune Råde, gelegen in der Provinz (Fylke) Østfold. Der Ort hat 992 Einwohner (Stand: 1. Januar 2024).

## Geografie
Missingmyr ist ein sogenannter Tettsted, also eine Ansiedlung, die für statistische Zwecke als eine städtische Siedlung gezählt wird. Der Ort liegt südöstlich des Sees Vansjø, im Osten der Ortschaft Karlshus im ehemaligen Fylke Østfold. An Missingmyr vorbei führt die Europastraße 6 (E6), die die Verbindung in die Städte Moss, Oslo und Sarpsborg herstellt.
Durch Missingmyr fließt die Seutelva, welche schließlich bei Fredrikstad ins Meer mündet.